# Grant Gustin
Thomas Grant Gustin (n. 14 ianuarie 1990, Norfolk, Virginia, SUA) este un actor și cântăreț american ce a devenit cunoscut pentru rolul său ca Barry Allen / The Flash din seria [[The CW Television Network|CW] The Flash. 
Înălțime: 1,88 m
Soție: Format:Andrea La Thoma
Nominalizări: Teen Choice pentru cel mai atragator artist etc.

### Viața personală
Thomas Grant Gustin s-a născut în Norfolk, Virginia. Este fiul lui Tina Haney, o asistentă de pediatrie și a lui Thomas Gustin, profesor universitar. În anii de liceu, a participat la programul School of Arts din Norfolk pentru teatru muzical. De asemenea, a mers la Hurray Players Incorporated, care este o organizație de teatru din Virginia. În 2008, a absolvit Liceul Granby și a continuat doi ani la Programul de teatru muzical BFA de la Universitatea Elon din Carolina de Nord. El a fost prieten cu actorul Chris Wood încă de la facultate.
În ianuarie 2016, Gustin a început să se întâlnească cu Andrea "LA" Thoma. Cuplul și-a anunțat logodna pe 29 aprilie 2017. S-au căsătorit pe 15 decembrie 2018.